# Atletismo nos Jogos Pan-Americanos de 1999 - Lançamento de dardo masculino
A prova do lançamento de dardo masculino nos Jogos Pan-Americanos de 1999 foi realizada em 27 de julho de 1999.

## Medalhistas
| Ouro                       | Prata                      | Bronze                           |
| Emeterio González CUB Cuba | Máximo Rigondeaux CUB Cuba | Tom Petranoff USA Estados Unidos |

### Final
| Posição           | Nome              | Nacionalidade      | Marca | Notas |
| ----------------- | ----------------- | ------------------ | ----- | ----- |
| Medalha de ouro   | Emeterio González | CUB Cuba           | 77.46 |       |
| Medalha de prata  | Máximo Rigondeaux | CUB Cuba           | 76.24 |       |
| Medalha de bronze | Tom Petranoff     | USA Estados Unidos | 75.95 |       |
| 4                 | Nery Kennedy      | PAR Paraguai       | 75.16 |       |
| 5                 | Edgar Baumann     | PAR Paraguai       | 71.40 |       |
| 6                 | Oscar Duncan      | USA Estados Unidos | 70.38 |       |
| 7                 | Erin Bevans       | CAN Canadá         | 68.78 |       |